# Eschweilera calyculata
Eschweilera calyculata är en tvåhjärtbladig växtart som beskrevs av Henri François Pittier. Eschweilera calyculata ingår i släktet Eschweilera och familjen Lecythidaceae. Inga underarter finns listade i Catalogue of Life.